# UMER

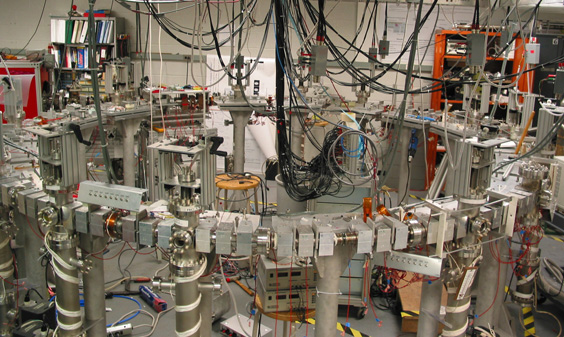
Fotografia do anel de elétrons da Universidade de Maryland

O anel de elétrons da Universidade de Maryland, (UMER), é um acelerador de feixe de elétrons localizado na Universidade de Maryland. O objetivo principal da UMER é investigar a dinâmica do acelerador para feixes com carga espacial intensa, como se encontra em aceleradores de íons e fotoinjetores. UMER aumenta deliberadamente as forças de carga espacial operando a baixas energias, mas correntes relativamente altas.